# Шиповник мягкий
Шиповник мягкий, или Роза мягкая (лат. Rosa mollis) — вид двудольных растений рода Шиповник (Rosa) семейства Розовые (Rosaceae). Впервые описан британским ботаником Джеймсом Эдвардом Смитом в 1813 году.

## Распространение и среда обитания
Известен из Албании, Бельгии, Великобритании (Англия), Дании (включая Фарерские острова), Финляндии, Франции, Ирландии, Швейцарии, Испании, Боснии и Герцеговины, Черногории, Хорватии, Сербии (включая Косово), Португалии, Норвегии, Польши, Эстонии, Латвии, Литвы, России (европейская часть), Белоруссии, Украины, Грузии, Армении, Турции (п-ов Малая Азия) и Швеции. Возможно, произрастает также в Германии.
Встречается на сухих скалистых склонах, пастбищах, опушках.

## Ботаническое описание
Покрытый шипами листопадный кустарник высотой 0,5—1,5 м.
Листья сложные, овальной или эллиптической формы, мягкие, дваждыпильчатые, серо-зелёного цвета, снизу покрыты железистыми волосками; размещены очерёдно. У листьев запах смолистый.
Цветки крупные, одиночные или собранные в соцветие по 2—3; лепестки зубчатые, цветом от розовых до светло-фиолетовых.
Плод — железисто-волосистый шаровидный многоорешек красного цвета.
Цветёт в июне и июле.
Число хромосом — 2n=28.

## Значение
Выращивается как декоративное растение.

## Природоохранная ситуация
Шиповник мягкий занесён в Красные книги Латвии и Ленинградской области России.

## Синонимы
Синонимичные названия:
- Rosa cujavica Sprib., sensu auct.
- Rosa heldreichii Boiss. & Reut.
- Rosa kitaibelii borb.
- Rosa mollissima Boiss.
- Rosa villosa auct.
- Rosa villosa subsp. mollis (Sm.) R.Keller & Gams